# Người Burgundi

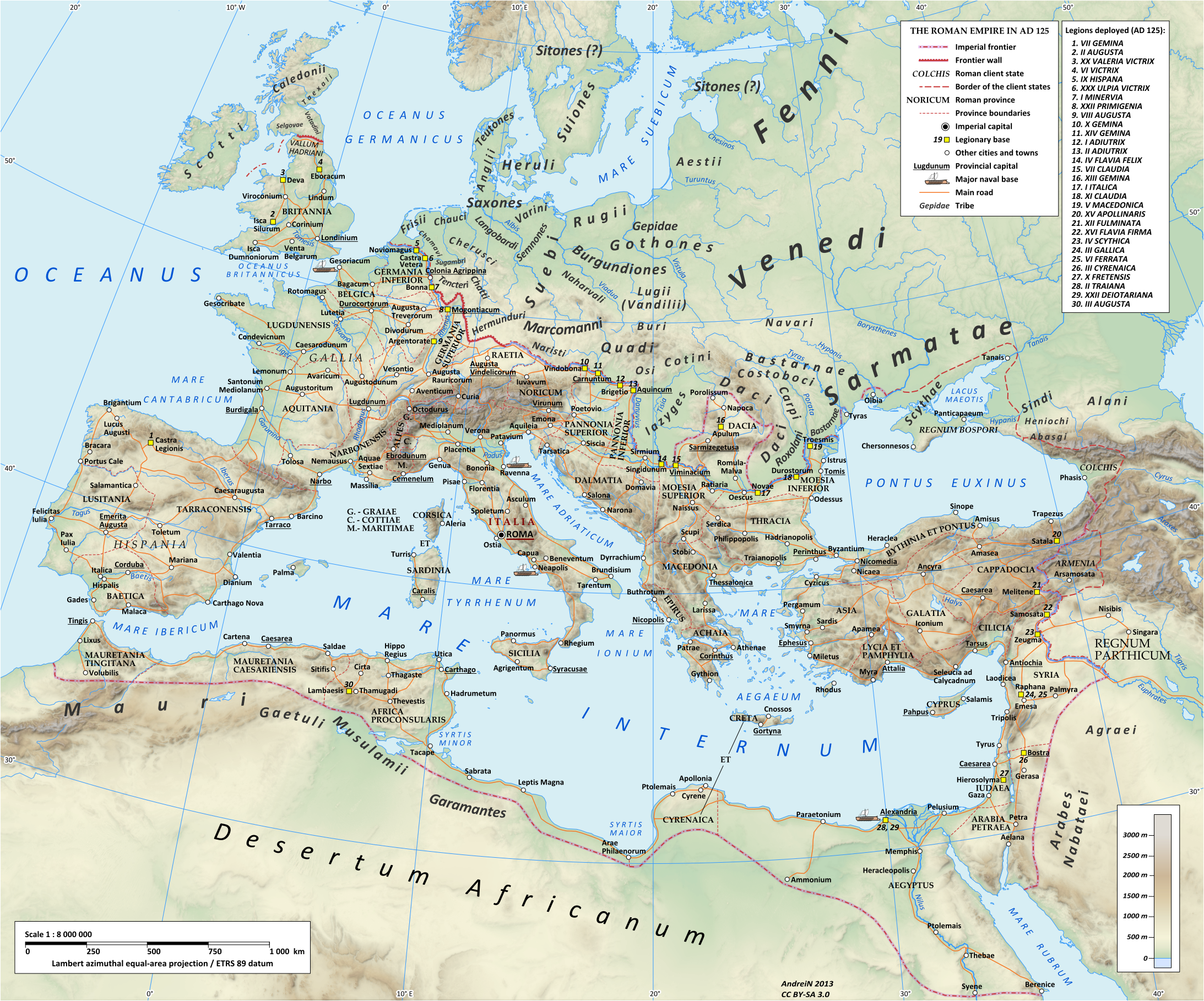
Đế quốc La Mã dưới thời Hadrianus (trị vì 117—138), cho thấy vị trí của tộc German Burgundiones, khi đó cư ngụ vùng giữa sông Viadua (Oder) và Visula (Vistula) (Ba Lan ngày nay).

Burgundi (tiếng Latinh: Burgundiōnes, Burgundī; tiếng Bắc Âu cổ: Burgundar; tiếng Anh cổ: Burgendas; tiếng Hy Lạp: Βούργουνδοι) là một bộ tộc, hay nhóm bộ tộc, German Đông hay Vandal, từng sống ở nơi ngày nay là Ba Lan vào thời Đế quốc La Mã.